# Trophée d’Auvergne 1963
Die Trophée d’Auvergne 1963 fand am 7. Juli 1963 auf dem Circuit de Charade statt. Das Rennen war der 13. Wertungslauf zur Sportwagen-Weltmeisterschaft dieses Jahres.

## Das Rennen
Wie 1962 zählte die Trophée d’Auvergne auch 1963 zur Sportwagen-Weltmeisterschaft. Gefahren wurde das Rennen auf dem Circuit de Charade, einer 8,055 km langen Rennstrecke in der Nähe von Clermont-Ferrand. Das Rennen gewann Lorenzo Bandini auf einem von Carlo-Maria Abate gemeldeten Ferrari 250TRI/61. Abate, der die Veranstaltung im Jahr davor gewonnen hatte, musste sich hinter Tony Hegbourne mit dem dritten Rang begnügen.

## Ergebnisse

### Schlussklassement
| 1           | S/P 3.0   | 58 | Carlo-Maria Abate          | Lorenzo Bandini    | Ferrari 250TRI/61            | 46 |
| 2           | S/P 1.6   | 6  | Normand Team               | Tony Hegbourne     | Lotus 23B                    | 46 |
| 3           | GT 3.0    | 3  | Carlo-Maria Abate          | Carlo-Maria Abate  | Ferrari 250 GTO              | 45 |
| 4           | S/P 2.0   | 2  | Ecurie Biennoise           | Hermann Müller     | Porsche 718 RS 61            | 45 |
| 5           | S/P 2.0   | 8  | Normad Team                | Mike Beckwith      | Lotus 23B                    | 44 |
| 6           | GT 2.0    | 31 | Porsche System Engineering | Edgar Barth        | Porsche 356B 2000 GS GT      | 44 |
| 7           | S/P 2.0   | 10 | Régis Fraissinet           | Régis Fraissinet   | Porsche 718 RS 60            | 43 |
| 8           | S/P + 3.0 | 54 | Maserati France            | Lucien Bianchi     | Maserati Tipo 151/2          | 43 |
| 9           | GT 3.0    | 5  | David Piper                | David Piper        | Ferrari 250 GTO              | 43 |
| 10          | S/P 1.0   | 18 | Abarth                     | Mauro Bianchi      | Fiat-Abarth 1000             | 43 |
| 11          | S/P 3.0   | 56 | Lloyd Casner               | Lloyd Casner       | Maserati Tipo 61             | 43 |
| 12          | GT 2.0    | 33 | Porsche System Engineering | Herbert Linge      | Porsche 356B 2000 GS GT      | 43 |
| 13          | S/P 1.0   | 78 | José Rosinski              | José Rosinski      | Alpine M63                   | 43 |
| 14          | S/P 1.3   | 20 | Chris Kerrison             | Chris Kerrison     | Lola MK1                     | 42 |
| 15          | S/P 1.0   | 76 | Henri Grandsire            | Henri Grandsire    | Alpine M63                   | 42 |
| 16          | GT 1.3    | 27 | Abarth                     | Giampiero Biscaldi | Abarth-Simca 1300 Bialbero   | 41 |
| 17          | GT 1.3    | 25 | Gianni Balzarini           | Gianni Balzarini   | Abarth-Simca 1300 Bialbero   | 41 |
| 18          | GT + 3.0  | 1  | Jean Kerguen               | Jean Kerguen       | Aston Martin DB4 GT Zagato   | 41 |
| 19          | GT 2.0    | 15 | Robert Buchet              | Robert Buchet      | Porsche 356B 2000 GS Carrera | 40 |
| 20          | S/P 1.3   | 16 | Ecurie Biennoise           | Sidney Charpilloz  | Elva Mk.VII                  | 40 |
| 21          | S/P 1.3   | 14 | Ecurie Biennoise           | Jörg Wyssbrod      | Elva Mk.VII                  | 39 |
| 22          | GT 1.3    | 21 | Adrian Chambers            | Adrian Chambers    | Lotus Elite                  | 39 |
| 23          | GT 3.0    | 9  | Ecurie Biennoise           | Daniel Siebenmann  | Ferrari 250 GT               | 37 |
| 24          | GT 2.0    | 17 | Richard O’Steen            | Richard O’Steen    | Elva Courier                 | 37 |
| 25          | S/P 1.0   | 70 | René Bonnet                | Gérard Laureau     | René Bonnet Djet             | 36 |
| 26          | S/P 1.0   | 72 | René Bonnet                | Claude Bobrowski   | René Bonnet Djet             | 36 |
| 27          | GT 1.3    | 23 | Abarth                     | Hans Herrmann      | Abarth-Simca 1300 Bialbero   | 35 |
| Ausgefallen |           |    |                            |                    |                              |    |
| 28          | S/P 1.6   | 66 | Scuderia Filipinetti       | Armand Schäfer     | Alfa Romeo Giulia Zagato     | 30 |
| 29          | S/P 1.6   | 12 | Ian Walker                 | Paul Hawkins       | Lotus 23                     | 19 |
| 30          | GT 2.0    | 35 | Jean de Mortemart          | Jean de Mortemart  | Porsche 356B Carrera 2       | 7  |
| 31          | S/P 1.0   | 82 | Roland Charrière           | Roland Charrière   | René Bonnet Djet             | 3  |

### Nur in der Meldeliste
Hier finden sich Teams, Fahrer und Fahrzeuge, die ursprünglich für das Rennen gemeldet waren, aber aus den unterschiedlichsten Gründen daran nicht teilnahmen.
| Pos. | Klasse    | Nr. | Team                 | Fahrer           | Chassis                         |
| ---- | --------- | --- | -------------------- | ---------------- | ------------------------------- |
| 32   | S/P 1.6   | 4   | Ecurie Biennoise     | Robert Huber     | Lotus 23B                       |
| 33   | GT 3.0    | 7   | Scuderia Filipinetti | Herbert Müller   | Ferrari 250 GTO                 |
| 34   | GT 2.0    | 11  | Scuderia Filipinetti | Heinz Schiller   | Porsche 356B Carrera Abarth GTL |
| 35   | GT 2.0    | 19  | Roland Lutz          | Roland Lutz      | Elva Courier                    |
| 36   | GT 1.6    | 21  | Gerhard Koch         | Gerhard Koch     | Porsche 356B Carrera Abarth GTL |
| 37   | S/P + 3.0 | 52  |                      | Umberto Maglioli | Ferrari                         |
| 38   | S/P 3.0   | 60  |                      | Jean Guichet     | Ferrari                         |
| 39   | S/P 1.3   | 68  | Gordon Jones         | Gordon Jones     | Marcos GT                       |
| 40   | S/P 1.0   | 74  | René Bonnet          | Jean Vinatier    | René Bonnet Djet                |
| 41   | S/P 1.0   | 80  | Jean Rolland         | Bruno Basini     | René Bonnet Djet                |
| 42   | S/P 1.0   | 84  | Chris Lawrence       | Chris Lawrence   | Deep Sanderson 301              |

### Klassensieger
| Klasse    | Fahrer             | Fahrzeug                   | Platzierung im Gesamtklassement |
| --------- | ------------------ | -------------------------- | ------------------------------- |
| S/P + 3.0 | Lucien Bianchi     | Maserati Tipo 151/2        | Rang 8                          |
| S/P 3.0   | Lorenzo Bandini    | Ferrari 250 TRI/61         | Gesamtsieg                      |
| S/P 2.0   | Hermann Müller     | Porsche 718 RS 61          | Rang 4                          |
| S/P 1.6   | Tony Hegbourne     | Lotus 23B                  | Rang 3                          |
| S/P 1.3   | Chris Kerrison     | Lola Mk1                   | Rang 14                         |
| S/P 1.0   | Mauro Bianchi      | Fiat-Abarth 1000           | Rang 10                         |
| GT + 3.0  | Jean Kerguen       | Aston Martin DB4 GT Zagato | Rang 18                         |
| GT 3.0    | Carlo-Maria Abate  | Ferrari 250 GTO            | Rang 3                          |
| GT 2.0    | Edgar Barth        | Porsche 356B 2000 GS GT    | Rang 6                          |
| GT 1.3    | Giampiero Biscaldi | Abarth-Simca 1300 Bialbero | Rang 16                         |

### Renndaten
- Gemeldet: 42
- Gestartet: 31
- Gewertet: 27
- Rennklassen: 10
- Zuschauer: unbekannt
- Wetter am Renntag: leichter Regen
- Streckenlänge: 8,055 km
- Fahrzeit des Siegerteams: 3:00:00,000 Stunden
- Gesamtrunden des Siegerteams: 46
- Gesamtdistanz des Siegerteams: 364,465 km
- Siegerschnitt: 121,488 km/h
- Pole Position: Tony Hegbourne – Lotus 23B (#6) – 3:39,700 = 126,243 km/h
- Schnellste Rennrunde: Tony Hegbourne – Lotus 23B (#6) – 3:50,100 = 126,023 km/h
- Schnellste Rennrunde: Lorenzo Bandini – Ferrari 250TRI/61 (#58) – 3:50,100 = 126,023 km/h
- Rennserie: 13. Lauf zur Sportwagen-Weltmeisterschaft 1963